# Alessandro Orsini
Alessandro Orsini (ur. w 1592 w Bracciano, zm. 22 sierpnia 1626 tamże) – włoski kardynał, patron Galileusza.

## Życiorys
Pochodził z arystokratycznej rzymskiej rodziny. Był synem Virginia Orsiniego i Flavii Damasceni-Peretti; jego kuzynem był kardynał Federico Sforza. W młodości studiował na Uniwersytecie w Pizie, a wcześniej w Sienie. 2 grudnia 1615 został kreowany kardynałem diakonem, a 11 stycznia 1616 nadano mu diakonię Santa Maria in Cosmedin. W 1621 roku był legatem papieskim w Romanii. Uczestniczył w konklawe 1621, lecz nie wziął udziału w konklawe 1623. Nowy papież Urban VIII nie udzielił mu zgody na rezygnację z godności kardynalskiej i wstąpienie do jezuitów.